# Cervaphis quercus
Cervaphis quercus är en insektsart. Cervaphis quercus ingår i släktet Cervaphis och familjen långrörsbladlöss. Inga underarter finns listade i Catalogue of Life.